# Tretanorhinus
Tretanorhinus – rodzaj węży z podrodziny ślimaczarzy (Dipsadinae) w rodzinie połozowatych (Colubridae).

## Zasięg występowania
Rodzaj obejmuje gatunki występujące na Kubie, Kajmanach, w Meksyku, Belize, Gwatemali, Hondurasie, Nikaragui, Kostaryce, Panamie, Kolumbii i Ekwadorze, być może także w Salwadorze.

## Systematyka

### Etymologia
Tretanorhinus: gr. τρητος tretos „przewiercony, mający otwór”; ῥις rhis, ῥινος rhinos „nos, pysk”.

### Podział systematyczny
Do rodzaju należą następujące gatunki:
- Tretanorhinus mocquardi Bocourt, 1891
- Tretanorhinus nigroluteus Cope, 1861
- Tretanorhinus taeniatus Boulenger, 1903
- Tretanorhinus variabilis A.M.C. Duméril, Bibron & A.H.A. Duméril, 1854